# Condado de Butler (Kentucky)
O Condado de Butler é um dos 120 condados do estado americano de Kentucky. A sede do condado é Morgantown, e sua maior cidade é Morgantown. O condado possui uma área de 1 118 km² (dos quais 9 km² estão cobertos por água), uma população de 13 010 habitantes, e uma densidade populacional de 12 hab/km² (segundo o censo nacional de 2000). O condado foi fundado em 1810. O condado proíbe a venda de bebidas alcoólicas.